# Sometimes She Cries
Sometimes She Cries è un singolo del gruppo musicale statunitense Warrant, il quarto estratto dal loro album di debutto Dirty Rotten Filthy Stinking Rich nel 1990.
Il brano raggiunse il ventesimo posto della Billboard Hot 100 e l'undicesima posizione della Mainstream Rock Songs.

## Tracce
1. Sometimes She Cries – 4:11
2. 32 Pennies – 3:08

## Classifiche
| Classifica (1990)             | Posizione massima |
| ----------------------------- | ----------------- |
| Canada                        | 27                |
| Stati Uniti                   | 20                |
| Stati Uniti (mainstream rock) | 11                |